# Sei Fuwa
Sei Fuwa (不破 整, Fuwa Sei), né en 1914 à Tokyo et mort en 2004, est un gardien de but japonais de football.

## Biographie
Il participe aux JO 1936 en tant que deuxième gardien. 
En dehors de la sélection, il joue pour les clubs de l'Université Waseda.